# Selenia filipjevi
Selenia filipjevi är en fjärilsart som beskrevs av Bang-haas 1927. Selenia filipjevi ingår i släktet Selenia och familjen mätare. Inga underarter finns listade.